# Terry Caffery
Terrance Michael „Terry“ Caffery (* 1. April 1949 in Toronto, Ontario; † 3. August 2022 in Thornhill, Ontario) war ein kanadischer Eishockeyspieler, der im Verlauf seiner aktiven Karriere zwischen 1965 und 1976 unter anderem 172 Spiele für die New England Whalers und Calgary Cowboys in der World Hockey Association (WHA) sowie 15 weitere Partien für die Chicago Black Hawks und Minnesota North Stars in der National Hockey League (NHL) auf der Position des Centers bestritten hat. Seinen größten Karriereerfolg feierte Caffery dabei in Diensten der New England Whalers, mit denen er im Jahr 1973 die Avco World Trophy gewinnen konnte. Zudem wurde er sowohl als Rookie des Jahres der American Hockey League (AHL) als auch World Hockey Association ausgezeichnet. Sein älterer Bruder Jack war ebenfalls professioneller Eishockeyspieler in der NHL sowie Baseballspieler.

## Karriere
Caffery verbrachte seine Juniorenzeit zwischen 1965 und 1968 in seiner Geburtsstadt Toronto, wo er für die Toronto Marlboros in der Ontario Hockey Association (OHA-Jr.) aktiv war. In seiner zweiten Saison mit der Mannschaft gewann der Stürmer das Double bestehend aus dem J. Ross Robertson Cup der OHA und dem Memorial Cup des Dachverbands Canadian Hockey League. Mit 42 Scorerpunkten in den 26 Ausscheidungsspielen in beiden Wettbewerben hatte das Talent maßgeblichen Anteil an den Titelgewinnen. In der folgenden Spielzeit konnte Caffery die Erfolge mit dem Team zwar nicht wiederholen, jedoch hinterließ er mit 83 Punkten in 48 Spielen einen nachhaltigen Eindruck bei den Scouts der National Hockey League (NHL). Zudem wurde er ins Second All-Star Team der OHA berufen. Statt jedoch in der Spielzeit 1968/69 in sein letztes Juniorenjahr zu gehen, wurde der Angreifer vom kanadischen Eishockeyverband Hockey Canada rekrutiert, um an der Weltmeisterschaft 1969 in der schwedischen Landeshauptstadt Stockholm teilzunehmen. Darüber hinaus kam er für die Herrenmannschaft der Ottawa Nationals zu ein paar Einsätzen. Im Sommer 1969 wurde Caffery – auch bedingt durch eine gute Leistung bei der Weltmeisterschaft – schließlich im NHL Amateur Draft 1969 bereits an der dritten Gesamtposition von den Chicago Black Hawks ausgewählt.
Zwar wechselte der 20-Jährige zur Saison 1969/70 umgehend in den Profibereich, es gelang ihm jedoch nicht, sich im Kader Chicagos zu etablieren. Der Kanadier verbrachte den Großteil der Spielzeit und auch die folgende bei Chicagos Farmteam Dallas Black Hawks in der Central Hockey League (CHL). Bis zum Februar 1971 standen lediglich sechs Einsätze für die Chicago Black Hawks zu Buche, ehe er gemeinsam mit Doug Mohns zu den Minnesota North Stars transferiert wurde. Im Gegenzug wechselte Danny O’Shea nach Chicago. Im Trikot der North Stars beendete Caffery mit neun weiteren NHL-Einsätzen die Spielzeit. Zum Spieljahr 1971/72 gelang es dem Angreifer abermals nicht, sich für einen dauerhaften Platz im NHL-Aufgebot Minnesotas zu empfehlen. Stattdessen verbrachte er die gesamte Saison beim Kooperationspartner Cleveland Barons in der American Hockey League (AHL). Dort konnte er im Saisonverlauf 88 Punkte sammeln, womit er drittbester Scorer der Liga war. Da es seine erste AHL-Saison war, wurde der Jungspieler am Saisonende mit dem Dudley „Red“ Garrett Memorial Award als Rookie des Jahres ausgezeichnet.
Mit der Gewissheit sich kurzfristig nicht in der NHL behaupten zu können, entschied sich Caffery im Sommer 1972 in die als Konkurrenzliga zur NHL aufgebaute und zur Saison 1972/73 neu eingeführte World Hockey Association (WHA) zu wechseln. Dort erhielt er einen Vertrag bei den New England Whalers, die seine WHA-Transferrechte im Mai 1972 von den Philadelphia Blazers erhalten hatten. Diese hatten sich die Transferrechte wiederum im WHA General Player Draft gesichert, der im Februar desselben Jahres stattgefunden hatte. Mit den New England Whalers gewann der Mittelstürmer am Ende der Spielzeit die Avco World Trophy, nachdem die Mannschaft in der Finalserie der Playoffs die Winnipeg Jets mit 4:1 geschlagen hatte. Caffery selbst sammelte im Saisonverlauf 100 Scorerpunkte, womit er sich unter den besten zehn Spielern der Liga platzierte. Darüber hinaus war er der erste Rookie in der Geschichte der NHL oder WHA, der die Marke von 100 Punkten in seinem ersten Ligajahr knackte. Folglich erhielt er die Lou Kaplan Trophy als bester Liganeuling.
Da Caffery aufgrund einer Knieverletzung im Verlauf der Playoffs 1973 lediglich acht Spiele bestritten hatte, war im Mai 1973 eine Operation fällig. Diese führte dazu, dass er die gesamte Spielzeit 1973/74 ausfiel und erst in der Saison 1974/75 in den Spielbetrieb zurückkehrte. Bis dahin hatte er sich im September und Dezember 1973 zwei weiteren Operationen unterziehen müssen. Mit 52 Punkten in 67 Spielen konnte er aber nicht mehr an sein Leistungsvermögen vor der Verletzung heranreichen. Im Oktober 1975 trennten sich die Whalers von ihrem einstigen Talent und gaben es an den Ligakonkurrenten Calgary Cowboys ab. Dort beendete er im Verlauf des Spieljahres 1975/76 im Alter von 27 Jahren seine aktive Karriere, da er sich nie vollständig von seiner schweren Knieverletzung erholte.
Caffery verstarb im August 2022 im Alter von 73 Jahren in Thornhill nahe seiner Geburtsstadt.

### International
Auf internationaler Ebene spielte Caffery – noch mit Amateurstatus ausgestattet – für sein Heimatland mit der kanadischen Nationalmannschaft bei der Weltmeisterschaft 1969 in der schwedischen Landeshauptstadt Stockholm. Beim letzten internationalen Auftritt der Kanadier für die folgenden sieben Jahre belegte er mit dem Team den vierten Rang. In den zehn Turnierspielen steuerte der Stürmer insgesamt acht Scorerpunkte zum Erreichen dieser Platzierung bei. Darunter befanden sich vier Tore, womit er sowohl bester Torschütze als auch Scorer der Mannschaft war. Zugleich sammelte er die meisten Punkte unter allen nicht-europäischen Spielern.

## Erfolge und Auszeichnungen
| - 1967 J.-Ross-Robertson-Cup-Gewinn mit den Toronto Marlboros - 1967 Memorial-Cup-Gewinn mit den Toronto Marlboros - 1968 OHA Second All-Star Team - 1972 Dudley „Red“ Garrett Memorial Award | - 1973 Teilnahme am WHA All-Star Game - 1973 Avco-World-Trophy-Gewinn mit den New England Whalers - 1973 Lou Kaplan Trophy |

## Karrierestatistik

### International
Vertrat Kanada bei:
- Weltmeisterschaft 1969

(Legende zur Spielerstatistik: Sp oder GP = absolvierte Spiele; T oder G = erzielte Tore; V oder A = erzielte Assists; Pkt oder Pts = erzielte Scorerpunkte; SM oder PIM = erhaltene Strafminuten; +/− = Plus/Minus-Bilanz; PP = erzielte Überzahltore; SH = erzielte Unterzahltore; GW = erzielte Siegtore; 1 Play-downs/Relegation; Kursiv: Statistik nicht vollständig)